# 7470 Jabberwock
A 7470 Jabberwock (ideiglenes jelöléssel 1991 JA) a Naprendszer kisbolygóövében található aszteroida. Urata Takesi fedezte fel 1991. május 2-án.